# Varazes Caminacano
Varazes Caminacano (em armênio: Վարազ Քամինական; romaniz.: Varaz Kaminakan) foi um nobre armênio do século IV, ativo no reinado do rei Cosroes III (r. 330–339).

## Etimologia
Varazes é a forma latina do armênio Varaz (Վարազ), que derivou do persa médio e parta Varaz (Warāz), que por sua vez derivou do avéstico Varaza (Warāza, "javali selvagem"). Foi registrado em grego como Barazes (Βαράζης, Barázēs), Uarazes (Ουαράζης, Ouarázēs) e Guraz (Γουραζ, Gouraz).

## Vida
A parentela de Varazes é incerta, exceto que pertencia à família Caminacano. Em 338, ajudou Vache I a lidar com a invasão de Sanatruces, chefe dos mascutes (masságetas e alanos), e a revolta independentista de Bacúrio, vitaxa de Arzanena. Possivelmente era naapetes de sua família.